# Martinet (Lérida)
Martinet es una entidad de población española del municipio de Montellá Martinet, perteneciente a la provincia de Lérida, en la comunidad autónoma de Cataluña.

## Geografía
El lugar está bañado por el río de la Llosa.

## Historia
Hacia mediados del siglo XIX, el lugar pertenecía al ayuntamiento de Montellá. Aparece descrito en el undécimo volumen del Diccionario geográfico-estadístico-histórico de España y sus posesiones de Ultramar de Pascual Madoz con las siguientes palabras:

MARTINET: l. que forma parte del ayunt. de Montellá (1/4 leg.), en la prov. de Lérida (23), part. jud. y dióc. de Seo de Urgel (3 1/2), aud. terr. de Barcelona (26) y c. g. de Cataluña: está sit. á la orilla der. del r. Segre, sobre el que hay una palanca de madera: clima frio, sano y vientos E. y S. Hay 45 casas, una fuente dentro del pueblo, igl. dedicada á San Eloy, servida por un vicario, pero dependiente de la parr. de Montellá, y cementerio cerca de la misma igl. Su térm. está enclavado en el de Montellá (V.). Es el terreno áspero y de no muy buena calidad: le fertiliza el arroyo de la Llosa, que desagua en el indicado Segre dentro de este mismo térm., que ademas tiene varias fuentes, su monte es comun al del ayunt., y comprende algunos prados artificiales: pasa por medio de este pueblo el camino que desde Seo de URgel dirige á Puigcerdá, en estado regular; pero no asi los dos que dirigen uno al ayunt. y otro á Lles: la correspondencia se recibe por el conductor que va desde Seo de Urgel á Puigcerdá. prod.: trigo, patatas y legumbres; cria ganado lanar, vacuno y de cerda, caza de perdices, conejos y liebres, y pesca de truchas, anguilas y barbos de los r. Segre y Llosa. ind. un molino harinero y una teneria de curtidos. pobl. y contr. con el ayunt.
(Madoz, 1848, p. 264)

En la actualidad, pertenece al municipio de Montellá Martinet. En 2022, la entidad singular de población tenía empadronados 426 habitantes y el núcleo de población, 420.